# Ljubica Drljača
Ljubica Drljača, née le 4 août 1978 à Novi Sad (actuelle Serbie), est une ancienne joueuse serbe, naturalisée française, de basket-ball. 

## Description
Ljubica Drljača est une joueuse Franco-Serbe de 1,90 m capable d'évoluer à l'aile et à l'intérieur. Elle possède une polyvalence rare: remonter le terrain en dribblant, prendre des rebonds, passer, contrer et surtout, possède tout le répertoire offensif dans son jeu: dos au panier, shoot à 3 points, shoots à 2 points, fade away, pump fake… Privilégiant le collectif à ses statistiques personnelles, elle ne tire pas la couverture vers elle, peut débloquer un match en étant une streak shooteuse, rentrant 4-5 shoots d'affilée. Lors de la saison 2006-2007, après un début de saison en fanfare, sa place dans le système mis en place par Abdou N'Diaye se réduit au fur et à mesure que la saison avance en raison de l'éclosion de Géraldine Robert au plus haut niveau.
Mais depuis la saison 2007-2008, elle fait partie des 4 joueuses principales de l'équipe grâce notamment à son adresse à 3 points.
Après deux saisons en Espagne, elle signe à Tarbes pour la saison LFB 2011-2012, mais elle déçoit et quitte le club sur un départ négocié en décembre 2011.
Depuis la saison 2013-2014, elle est entraîneur-adjointe de Villeneuve-d'Ascq, équipe avec laquelle elle avait joué de 2006 à 2009.
En 2017, elle remporte avec Villeneuve-d'Ascq  son premier titre de championne de France face à Lattes Montpellier.
Elle devient assistante de Rachid Meziane, entraîneur à l'ESBVA-LM jusqu'en 2020. 
Elle signe aux Castors Braine, où elle retrouve un poste d'assistante de Frédéric Dusart, reformant le duo qu'ils incarnaient à l'ESBVA-LM.

## Club
- ŽKK Vojvodina Nis-Gas Novi Sad
- 2001 :  Istres Sports BC
- 2001-2005 :  CJM Bourges Basket
- 2005-2006 :  Saint-Amand PH
- 2006-2008 :  Entente Sportive Basket de Villeneuve-d'Ascq - Lille Métropole
- 2009-2011 :  Ros Casares Valence
- 2011-2011 :  Tarbes Gespe Bigorre

## Palmarès

### Club
- Participation au final four de l'Euroligue 2003 et finaliste en 2010
- Finale du Championnat de France 2002, 2004, 2005
- finale du Tournoi de la Fédération 2002, 2005
- Coupe de France 2005
- Finale de la Coupe de France 2002 et 2008
- Championne d'Espagne 2010
- Coupe de la Reine 2010
- Supercoupe d'Espagne 2010

### Entraîneuse
- Vainqueur de l'Eurocoupe 2015[7]
- Finaliste de l'Eurocoupe : 2016[8].
- Championne de France 2017[4].

### Sélection nationale
- Championnat d'Europe
  - 6e du Championnat d'Europe 2003 en Grèce
  - 1/4 finale du Championnat d'Europe 2001 en France
  - 7e du Championnat d'Europe 1999 en Pologne